# ورا توران سس
ورا توران سس (به مجاری: Vera T. Sós) ‏
(تولد ۱۱ سپتامبر ۱۹۳۰ در بوداپست) یک ریاضی‌دان زن مجارستانی است. او متخصص در نظریهٔ اعداد و ترکیبیات است. او دانش‌آموز و همکار علمی پل اردوش و آلفرد رینی بود. او همچنین با همسر خود ، پل توران ، که در آنالیز ریاضی ، نظریهٔ اعداد و ترکیبیات تخصص داشت، همکاری می کرد. تا ۱۹۸۷، او در دانشگاه ایتوویوس لوراند ، بوداپست در بخش آنالیز کار می‌کرد. از آن زمان به بعد ، در موسسهٔ ریاضیات آلفرد رینی استخدام شد. او به عضو آکادمی علوم مجارستان در آمد. سس، در سال ۱۹۹۷، جایزهٔ معتبر سزچنی (Széchenyi Prize) را برد.
یکی از نتایج او قضیهٔ کواری-سس-توران در مورد حداکثر تعداد زاویه‌های ممکن در یک گراف دوبخشی است که برخی از گراف کامل دوبخشی را شامل نشود.